# Gmina Negoslavci
Gmina Negoslavci (chorw. Općina Negoslavci, serb. Општина Негославци) – gmina w Chorwacji, w żupanii vukowarsko-srijemskiej. W 2011 roku liczyła  1463 mieszkańców.